# Сегрегация масс (астрономия)

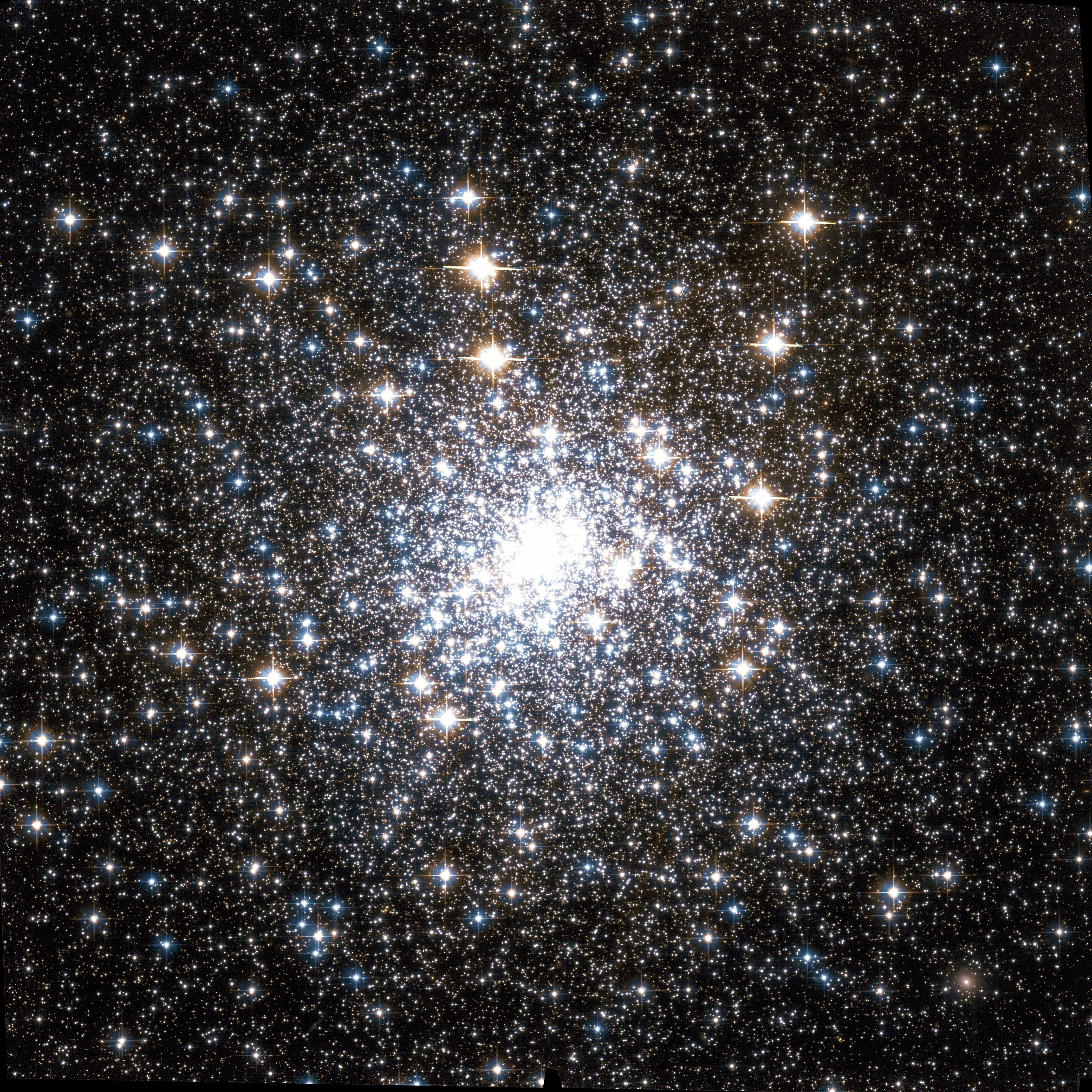
Многие шаровые скопления, подобные M30, имеющему возраст 13 млрд лет, демонстрируют сегрегацию масс.

Динамическая сегрегация масс — процесс, в результате которого более тяжёлые компоненты гравитационно связанной системы, такой как звёздное скопление или скопление галактик, скапливаются в центральной области системы, а более лёгкие удаляются от центра.

## Равнораспределение кинетической энергии
В процессе тесного сближения двух членов скопления происходит перераспределение энергии и импульса. Как правило в течение подобного сближения кинетическая энергия обоих компонентов принимает равные значения — происходит равнораспределение энергии, аналогичное такому, которое приводит к одинаковому ожидаемому значению кинетической энергии молекул при заданной температуре.
Поскольку кинетическая энергия пропорциональна произведению массы на квадрат скорости, то равнораспределение подразумевает, что менее массивные объекты скопления будут двигаться быстрее. Более массивные объекты постепенно переходят на более низкие орбиты (орбиты, близкие к центру скопления), а лёгкие объекты переходят на высокие орбиты.
Время, в течение которого кинетические энергии членов скопления становятся приблизительно равными, называется временем релаксации скопления. Временной масштаб релаксации системы в предположении обмена энергией при парных сближениях может быть приближенно выражен как
{\displaystyle t_{\mathrm {relax} }={\frac {N}{8\ln N}}\times t_{\mathrm {cross} }\ ,}
где {\displaystyle N} — количество объектов в скоплении,  {\displaystyle t_{\mathrm {cross} }} — типичное значение времени, которое требуется объекту для пересечения скопления. Для шарового скопления радиуса 10 пк, состоящего из 100 тысяч звёзд, время релаксации составит около  100 млн лет. Более массивные звёзды завершат этап сегрегации (переместятся в центральную область) быстрее, чем произойдёт перераспределение лёгких звёзд. Соотношение временных масштабов для звёзд различных масс можно проиллюстрировать на примере упрощённой модели скопления, разработанной Л. Спитцером, содержащей только звёзды двух  видов массы  ({\displaystyle m_{1}} и {\displaystyle m_{2}}). Более массивные звёзды (имеющие массу {\displaystyle m_{1}}) завершат сегрегацию за время
{\displaystyle t_{\mathrm {m_{1}} }={\frac {m_{2}}{m_{1}}}\times t_{\mathrm {relax} }\ .}
При исследовании шарового скопления 47 Тукана с помощью телескопа «Хаббл» была обнаружена сегрегация белых карликов.

## Первоначальная сегрегация массы

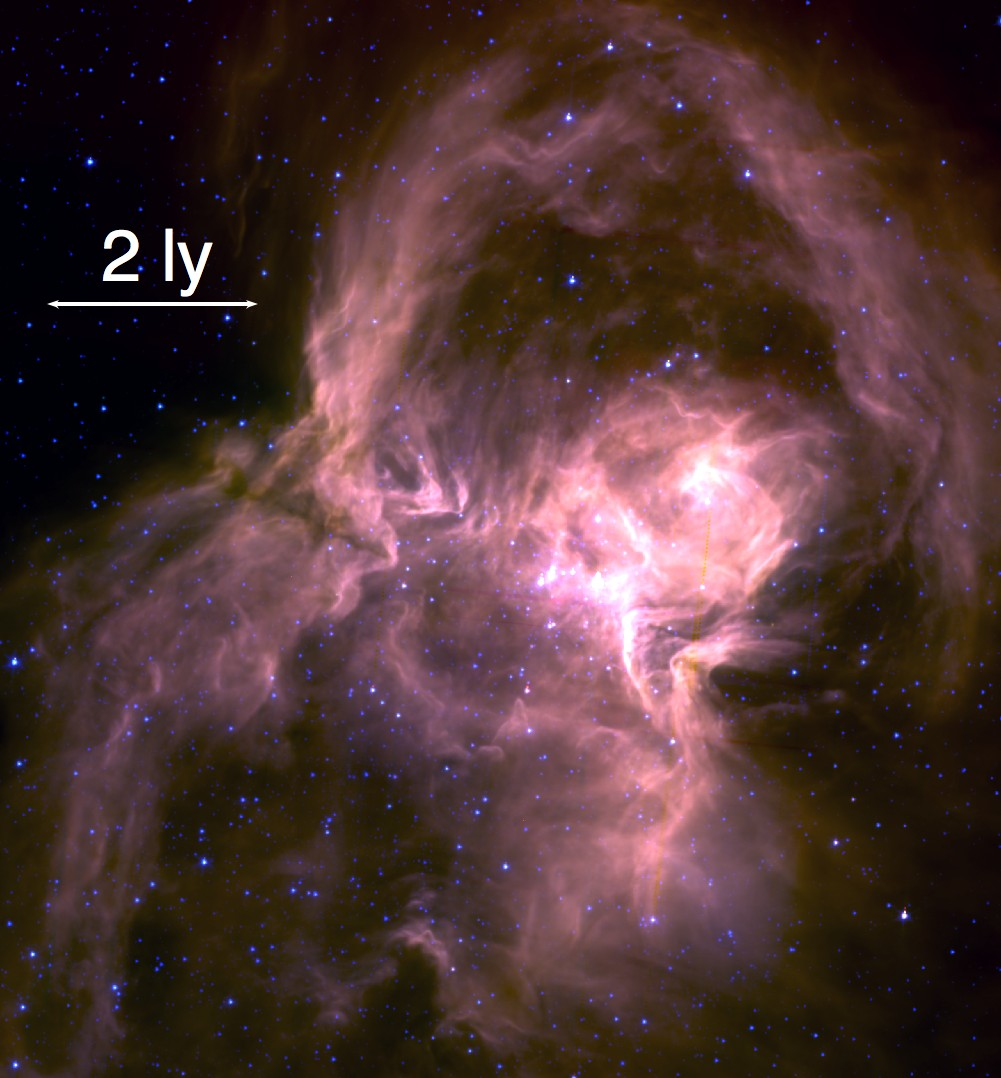
Сегрегация массы зачастую наблюдается в областях звездообразования таких как W40.

Первоначальная сегрегация массы представляет неоднородное распределение массы на этапе формирования скопления. Выводы о наличии изначальной сегрегации масс основываются на сопоставлении времени вириализации и возраста скопления. Также исследуется ряд динамических механизмов, ускоряющих вириализацию в сравнении  с парными взаимодействиями объектов  В областях звездообразования зачастую звёзды спектрального класса O располагаются в центральной области молодого скопления.

## Испарение
После релаксации скорость некоторых лёгких объектов  может превосходить скорость убегания данного скопления, в результате чего такие объекты преодолевают притяжение скопления и удаляются от него. Данное явление  называется испарением. Аналогичное явление объясняет потерю лёгкого газа атмосферой планет: после выравнивания энергии молекулы наиболее лёгкого газа, находящиеся в верхних слоях атмосферы, могут получить скорость, достаточную для  преодоления притяжения планетой.
Многие рассеянные скопления постепенно диссипируют в процессе испарения. Шаровые скопления, будучи более тесно связанными гравитационно, менее подвержены подобной диссипации.